# Sâm đại hành
Sâm đại hành hay còn gọi phong nhạn, tỏi đỏ, tỏi lào, hành lào (danh pháp hai phần: Eleutherine bulbosa) là một loài thực vật có hoa trong họ Diên vĩ. Loài này được (Mill.) Urb. miêu tả khoa học đầu tiên năm 1918.

## Hình dạng bên trong - ngoài:
Là cây thảo sống dai cao trung bình 30 cm. Dò hình trứng dài 4 – 5 cm, đường kính 2 – 3 cm, giống như củ hành nhưng dài hơn, bên ngoài phủ vẩy màu đỏ nâu, phía bên trong màu nâu hồng đến đỏ nâu.Lá hình mác, gân lá song song, dài 40–50 cm, rộng 3–5 cm. Từ đó mọc lên một cán mang hoa dài 30–40 cm. Hoa mọc thành chùm, 3 lá đài, 3 cánh hoa màu trắng hay vàng nhạt, 3 nhị màu vàng.

## Thành phần hóa học:
Chủ yếu là: Eleutherin, isoeleutherin, eleutherol...

## Tác dụng trên vi sinh vật:
Trên vi khuẩn Diplococcus pneumoniae, Streptococcus hemolyticus, Staphylococcus aureus, tác dụng yếu hơn với Shigella flexneri, Shiga,Bacillus mycoides, B. anthracis; không tác dụng đối với Escherichia coli, Bacillus pyocyaneus, B. diphteriae.

## Công dụng
Chữa chứng chốc đầu ở trẻ em, nhọt đầu đinh, viêm họng, viêm da, chàm nhiễm trùng, tổ đỉa, vẩy nến, bổ máu, chữa mệt mỏi. Dùng dạng thuốc sắc, dạng rượu hoặc chế thành viên. Ngày dùng 4-12g khô hoặc tươi.